# ووهیماری
ووهیماری (به لاتین: Vohimary) یک منطقهٔ مسکونی در ماداگاسکار است که در وندروزو واقع شده‌است. ووهیماری ۵٬۰۰۰ نفر جمعیت دارد و ۲۰۰ متر بالاتر از سطح دریا واقع شده‌است.